# سرگئی شویگو
سرگئی کوژوگِتوویچ شُی‌ْگو (روسی: Серге́й Кужуге́тович Шойгу́، تووایی: Сергей Күжүгет оглу Шойгу؛ زادهٔ ۲۱ مهٔ ۱۹۵۵) نظامی و سیاستمدار اهل روسیه است که در فاصله سال‌های ۲۰۱۲ تا ۲۰۲۴ وزیر دفاع روسیه بود. وی هم‌اکنون به‌عنوان دبیر شورای امنیت روسیه فعالیت می‌کند. او پیشتر وزیر وضعیت‌های اضطراری و فرماندار مسکو بوده است. وی همچنین رئیس فدراسیون ورزشی بین‌المللی آتش نشانان و ناجیان است. او دارای درجه مارشال فدراسیون روسیه است.
او در چادان، تووا از پدری تووایی و مادری روس به دنیا آمد. در سال ۱۹۷۷ با مدرک مهندسی عمران فارغ‌التحصیل شد.